# Mentheville
Mentheville est une commune française située dans le département de la Seine-Maritime en région Normandie.

## Géographie

### Localisation
La commune est située dans le pays de Caux.
|                           | Tourville-les-Ifs | Bec-de-Mortagne      |
| Auberville-la-Renault     | Mentheville       |                      |
| Bretteville-du-Grand-Caux |                   | Annouville-Vilmesnil |

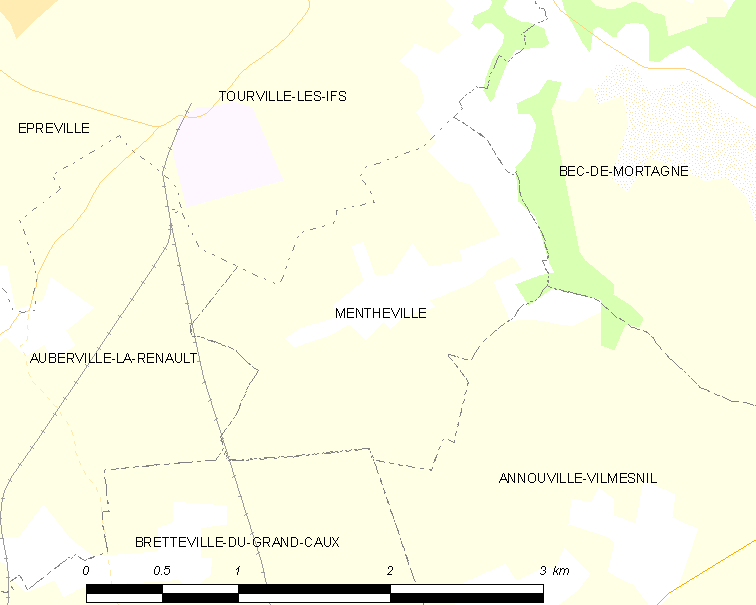
Carte de la commune.
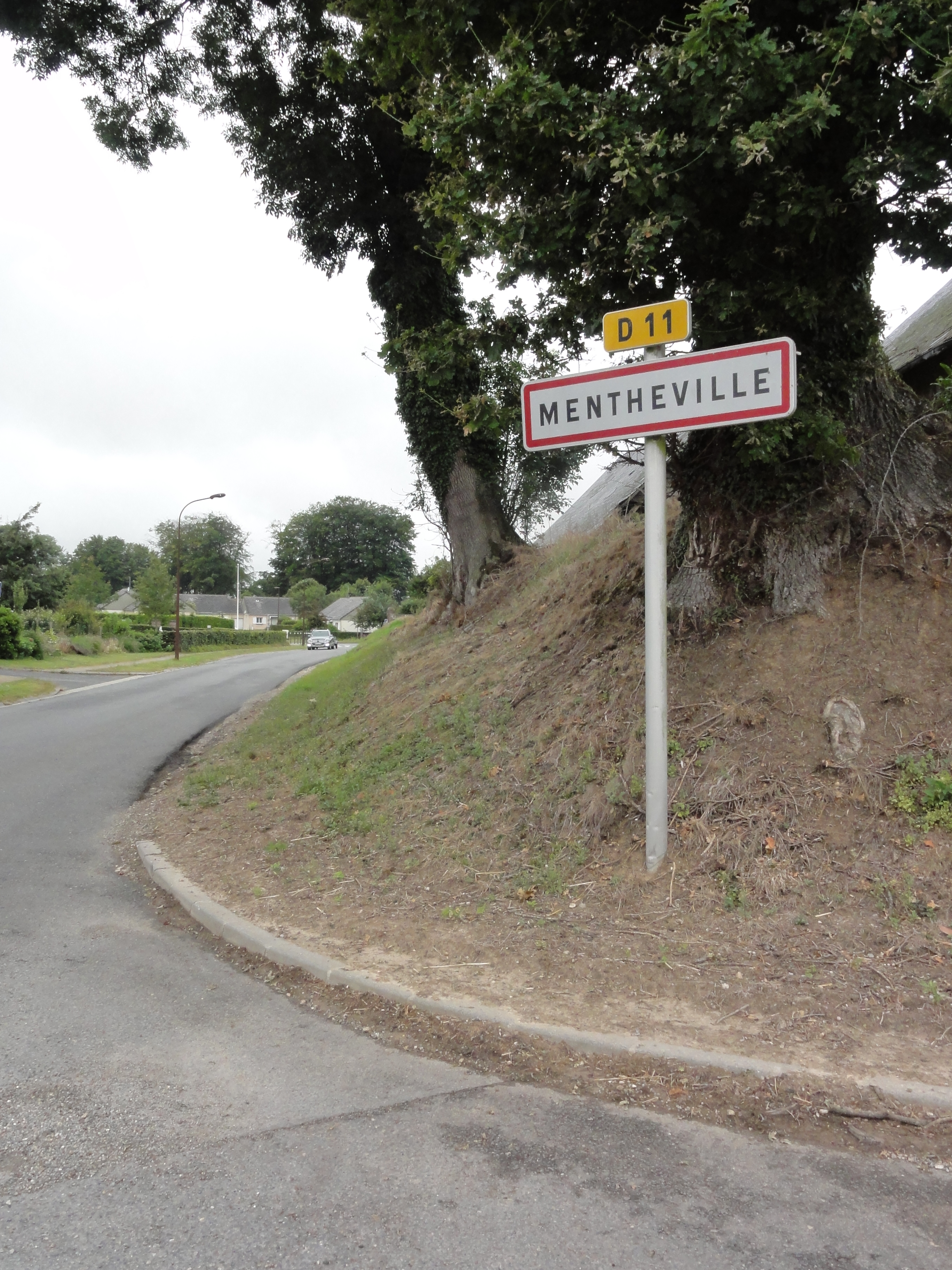
Entrée de Mentheville.

### Hydrographie
La commune est située dans le bassin Seine-Normandie. Elle n'est drainée par aucun cours d'eau,.

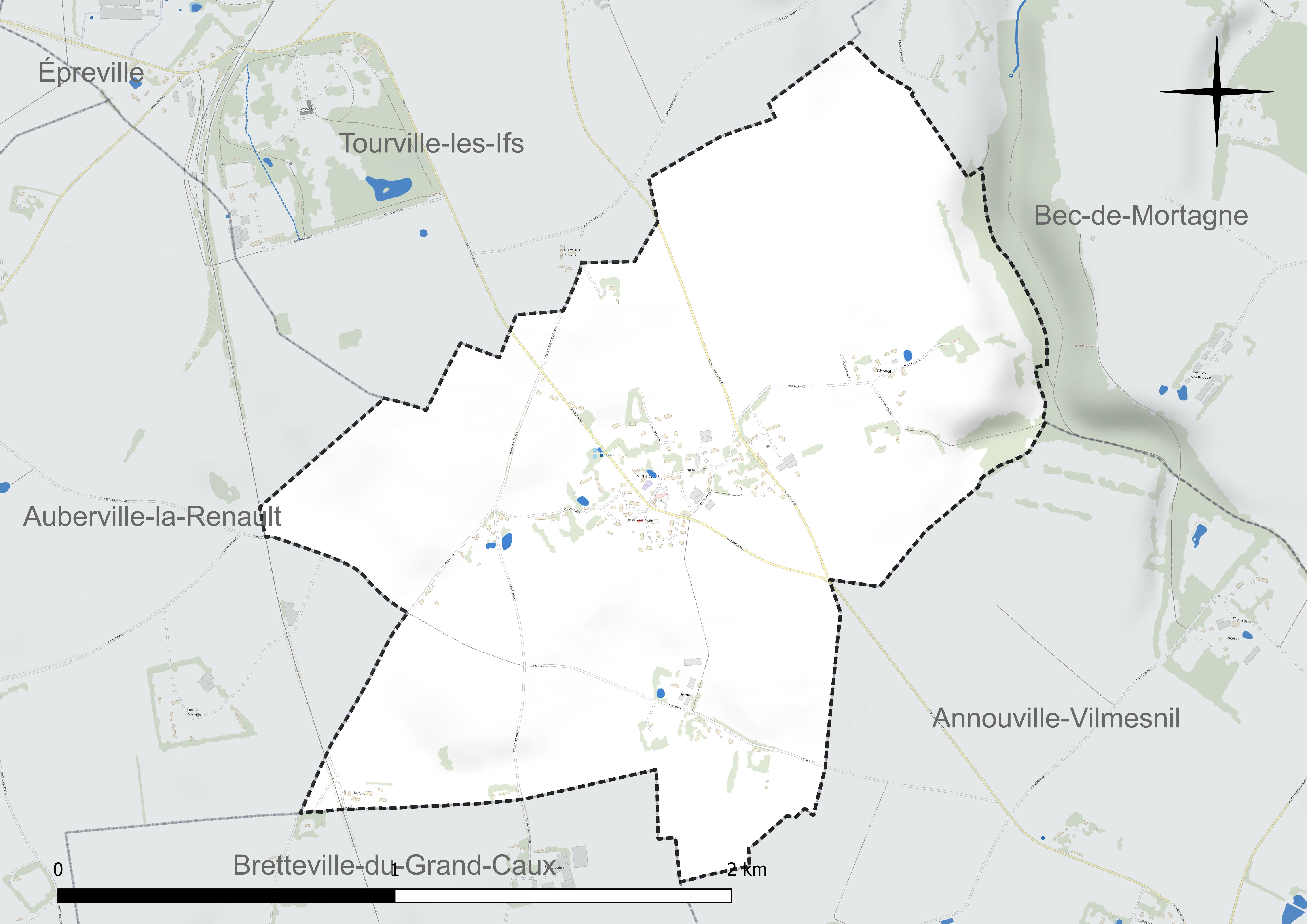
Réseau hydrographique de Mentheville.

### Climat
Pour des articles plus généraux, voir Climat de la Normandie et Climat de la Seine-Maritime.
En 2010, le climat de la commune est de type climat océanique franc, selon une étude du CNRS s'appuyant sur une série de données couvrant la période 1971-2000. En 2020, Météo-France publie une typologie des climats de la France métropolitaine dans laquelle la commune est exposée à un climat océanique et est dans la région climatique Côtes de la Manche orientale, caractérisée par un faible ensoleillement (1 550 h/an) ; forte humidité de l’air (plus de 20 h/jour avec humidité relative > 80 % en hiver), vents forts fréquents. Parallèlement le GIEC normand, un groupe régional d’experts sur le climat, différencie quant à lui, dans une étude de 2020, trois grands types de climats pour la région Normandie, nuancés à une échelle plus fine par les facteurs géographiques locaux. La commune est, selon ce zonage, exposée à un « climat maritime », correspondant au Pays de Caux, frais, humide et pluvieux, légèrement plus frais que dans le Cotentin.
Pour la période 1971-2000, la température annuelle moyenne est de 10,3 °C, avec une amplitude thermique annuelle de 12,9 °C. Le cumul annuel moyen de précipitations est de 951 mm, avec 13,1 jours de précipitations en janvier et 8,7 jours en juillet. Pour la période 1991-2020, la température moyenne annuelle observée sur la station météorologique la plus proche, située sur la commune de Octeville-sur-Mer à 26 km à vol d'oiseau, est de 11,5 °C et le cumul annuel moyen de précipitations est de 790,7 mm,. Pour l'avenir, les paramètres climatiques de la commune estimés pour 2050 selon différents scénarios d’émission de gaz à effet de serre sont consultables sur un site dédié publié par Météo-France en novembre 2022.

## Urbanisme

### Typologie
Au 1er janvier 2024, Mentheville est catégorisée commune rurale à habitat dispersé, selon la nouvelle grille communale de densité à sept niveaux définie par l'Insee en 2022.
Elle est située hors unité urbaine. Par ailleurs la commune fait partie de l'aire d'attraction du Havre, dont elle est une commune de la couronne,. Cette aire, qui regroupe 116 communes, est catégorisée dans les aires de 200 000 à moins de 700 000 habitants,.

### Occupation des sols
L'occupation des sols de la commune, telle qu'elle ressort de la base de données européenne d’occupation biophysique des sols Corine Land Cover (CLC), est marquée par l'importance des territoires agricoles (98,1 % en 2018), une proportion identique à celle de 1990 (98,1 %). La répartition détaillée en 2018 est la suivante : 
terres arables (74 %), zones agricoles hétérogènes (16 %), prairies (8,2 %), forêts (1,9 %). L'évolution de l’occupation des sols de la commune et de ses infrastructures peut être observée sur les différentes représentations cartographiques du territoire : la carte de Cassini (XVIIIe siècle), la carte d'état-major (1820-1866) et les cartes ou photos aériennes de l'IGN pour la période actuelle (1950 à aujourd'hui).

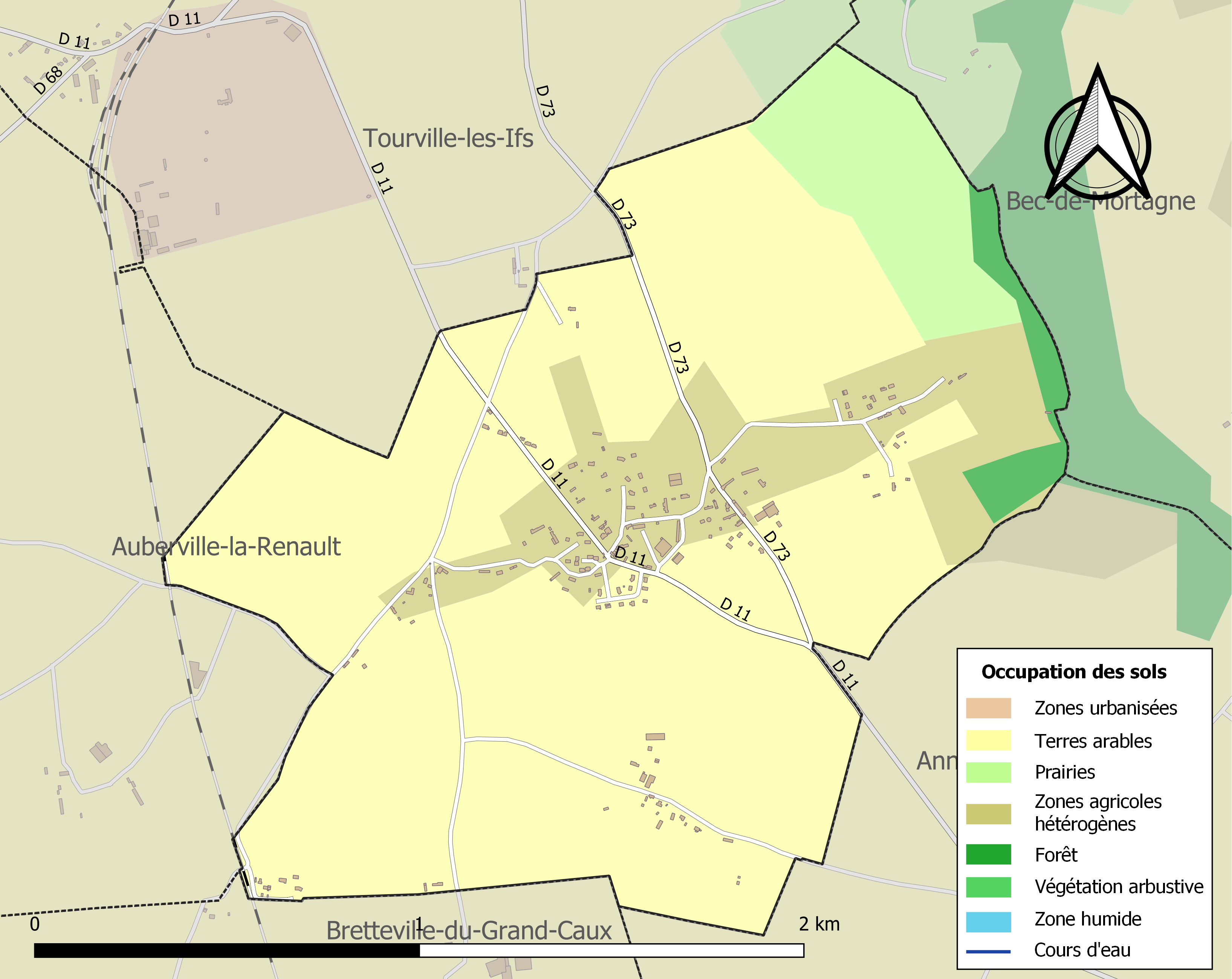
Carte des infrastructures et de l'occupation des sols de la commune en 2018 (CLC).

## Toponymie
Le nom de la localité est attesté sous les formes Manetteville en 1225, Manetevilla  vers 1240,.
Il s'agit d'une formation toponymique médiévale en -ville au sens ancien de « domaine rural ». Le premier élément Menthe- représente peut-être un anthroponyme comme c'est généralement le cas, lui-même d'origine germanique. En Normandie, c'est le plus souvent un nom de personne anglo-saxon, anglo-scandinave ou scandinave.
François de Beaurepaire rejette la suggestion d’Albert Dauzat de voir dans Menthe- le nom de personne germanique Manto-, car ce dernier ne cite pas de formes anciennes et qu'elles sont manifestement incompatibles avec cette explication. Il considère cet élément comme obscur. René Lepelley propose le nom de personne germanique Mannatus qui s'accorde davantage avec les formes anciennes, hypothèse reprise par Ernest Nègre.

## Politique et administration
| Période                                  | Période                    | Identité      | Étiquette | Qualité |
| ---------------------------------------- | -------------------------- | ------------- | --------- | --- |
| Les données manquantes sont à compléter. |                            |               |           | |
| mars 2001                                | 2008                       | Michel Cardon |           | |
| mars 2008                                | En cours (au 10 août 2020) | Franck Rémond | DVG       | Infirmier en réanimation à l'hôpital Monod du Havre Président de la communauté de communes Campagne de Caux (2014 → ) Réélu pour le mandat 2020-2026 |

## Démographie
L'évolution du nombre d'habitants est connue à travers les recensements de la population effectués dans la commune depuis 1793. Pour les communes de moins de 10 000 habitants, une enquête de recensement portant sur toute la population est réalisée tous les cinq ans, les populations de référence des années intermédiaires étant quant à elles estimées par interpolation ou extrapolation. Pour la commune, le premier recensement exhaustif entrant dans le cadre du nouveau dispositif a été réalisé en 2006.

En 2022, la commune comptait 301 habitants, en évolution de +0,67 % par rapport à 2016 (Seine-Maritime : +0,35 %, France hors Mayotte : +2,11 %).
| 1793 | 1800 | 1806 | 1821 | 1831 | 1836 | 1841 | 1846 | 1851 |
| ---- | ---- | ---- | ---- | ---- | ---- | ---- | ---- | ---- |
| 269  | 250  | 252  | 252  | 384  | 326  | 329  | 288  | 304  |

| 1856 | 1861 | 1866 | 1872 | 1876 | 1881 | 1886 | 1891 | 1896 |
| ---- | ---- | ---- | ---- | ---- | ---- | ---- | ---- | ---- |
| 308  | 297  | 278  | 256  | 256  | 268  | 246  | 242  | 235  |

| 1901 | 1906 | 1911 | 1921 | 1926 | 1931 | 1936 | 1946 | 1954 |
| ---- | ---- | ---- | ---- | ---- | ---- | ---- | ---- | ---- |
| 225  | 200  | 211  | 216  | 203  | 216  | 204  | 216  | 208  |

| 1962 | 1968 | 1975 | 1982 | 1990 | 1999 | 2006 | 2011 | 2016 |
| ---- | ---- | ---- | ---- | ---- | ---- | ---- | ---- | ---- |
| 180  | 166  | 127  | 137  | 133  | 158  | 209  | 265  | 299  |

| 2021 | 2022 | - | - | - | - | - | - | - |
| ---- | ---- | - | - | - | - | - | - | - |
| 298  | 301  | - | - | - | - | - | - | - |

## Enseignement

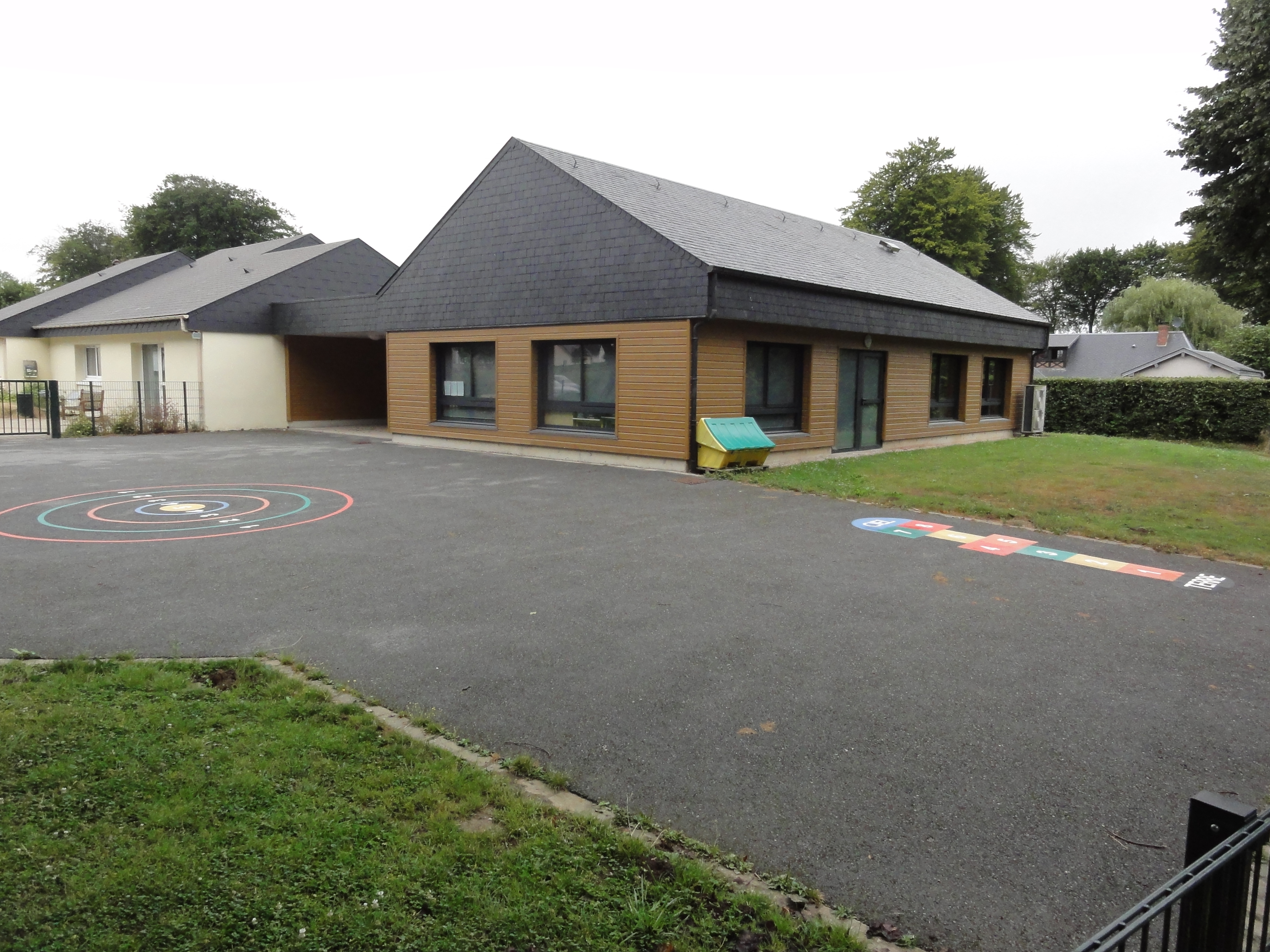
L'école élémentaire publique.

En 1978, l'école de Mentheville était menacée de fermeture. Avec la commune d'Annouville-Vilmesnil, les maires ont créé un Syndicat Intercommunal pour la REStauration (SIRES Annouville-Mentheville).
En 1981, la commune de Grainville-Ymauville se joint aux 2 premières communes. Le syndicat porte alors le nom de SIRES AGM.
En 1988, la commune d'Auberville-la-Renault intègre le SIRES. Le syndicat se nomme depuis SIRES AGMA.
Les moyens financiers sont mis en commun. Un transport scolaire assure l'acheminement des enfants dans la commune correspondant à son enseignement.

## Vie associative et sportive

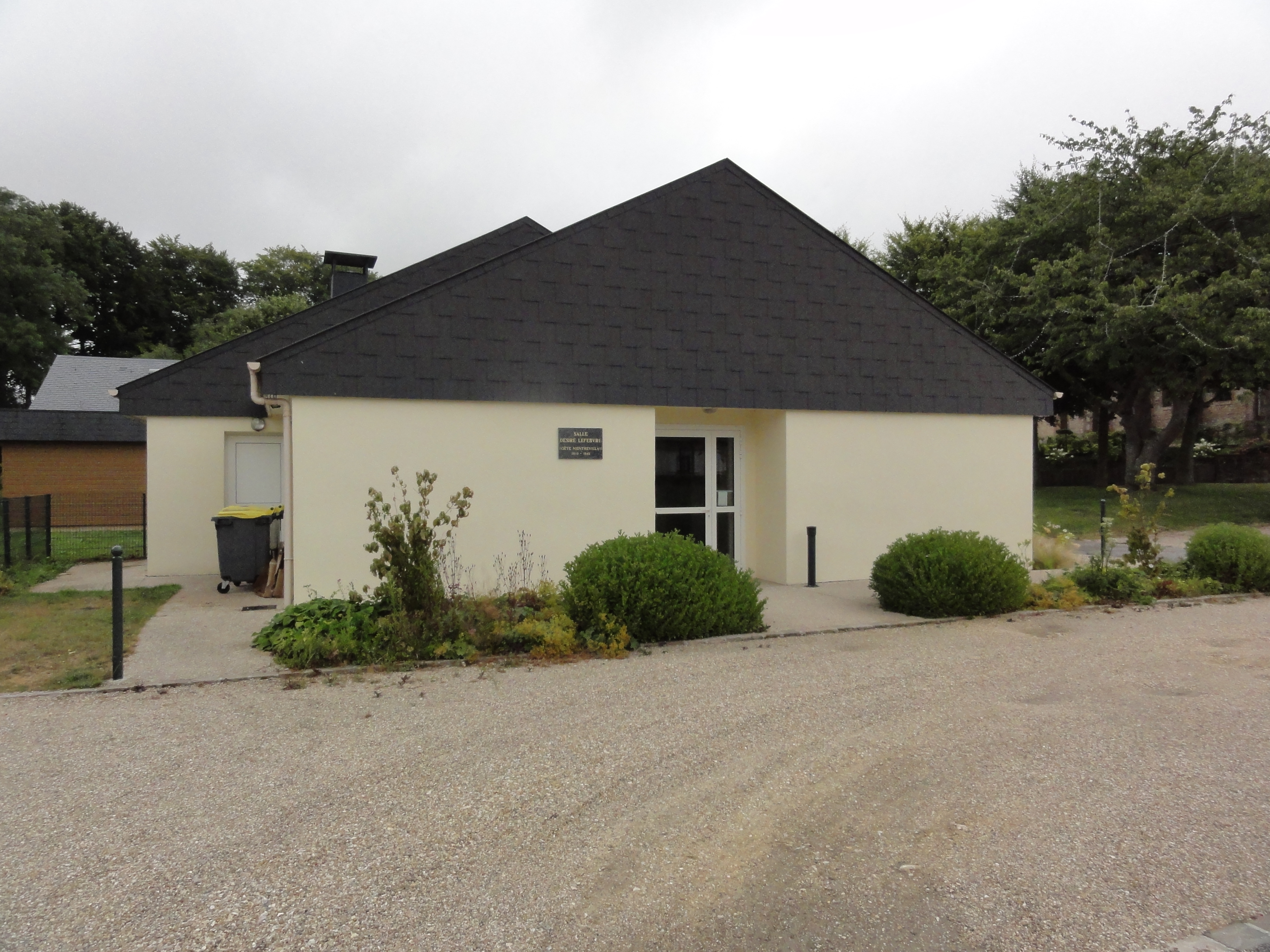
Salle Désirée Lefebvre.
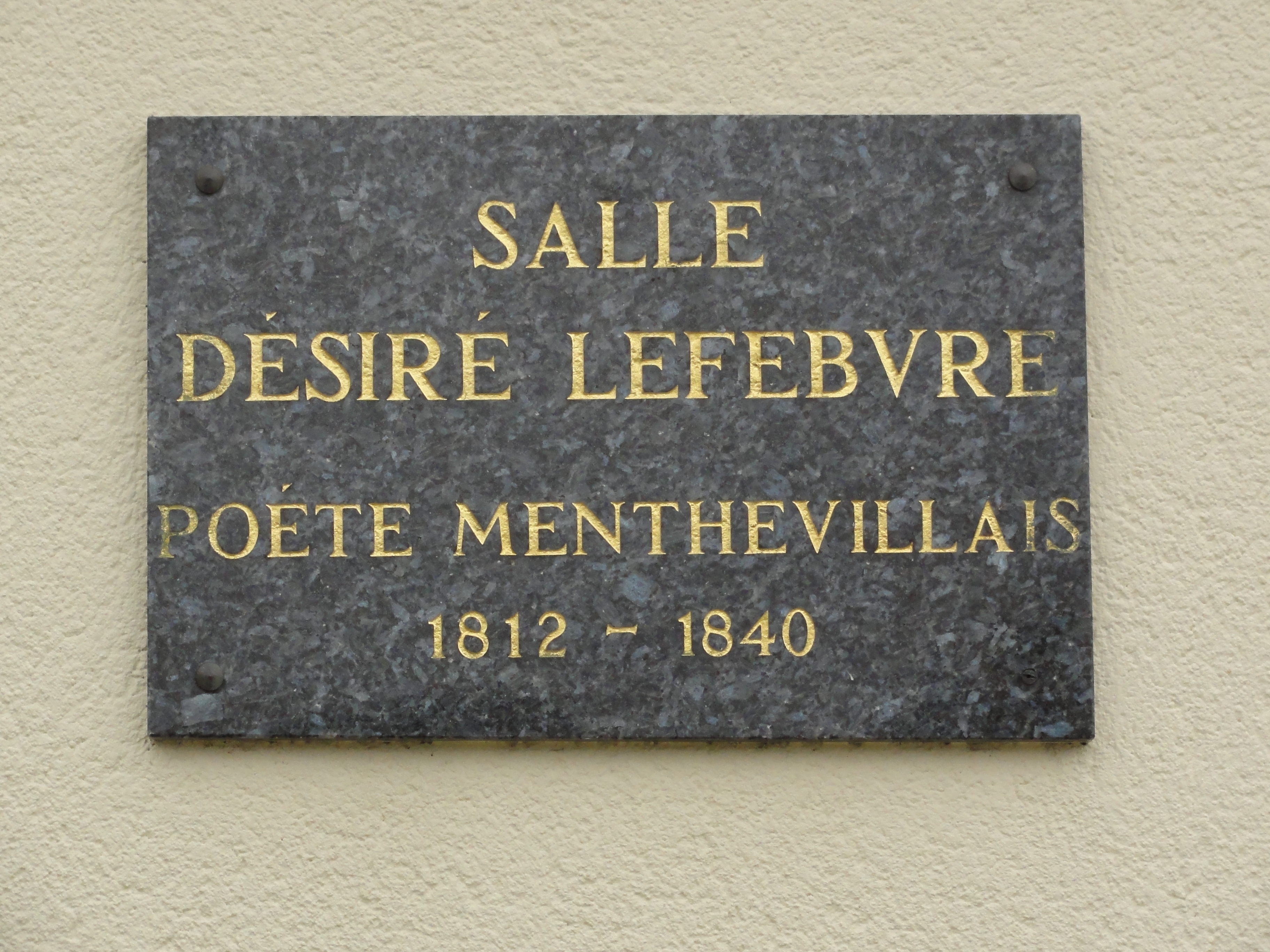
Salle Désirée Lefebvre poète menthevillais, plaque.
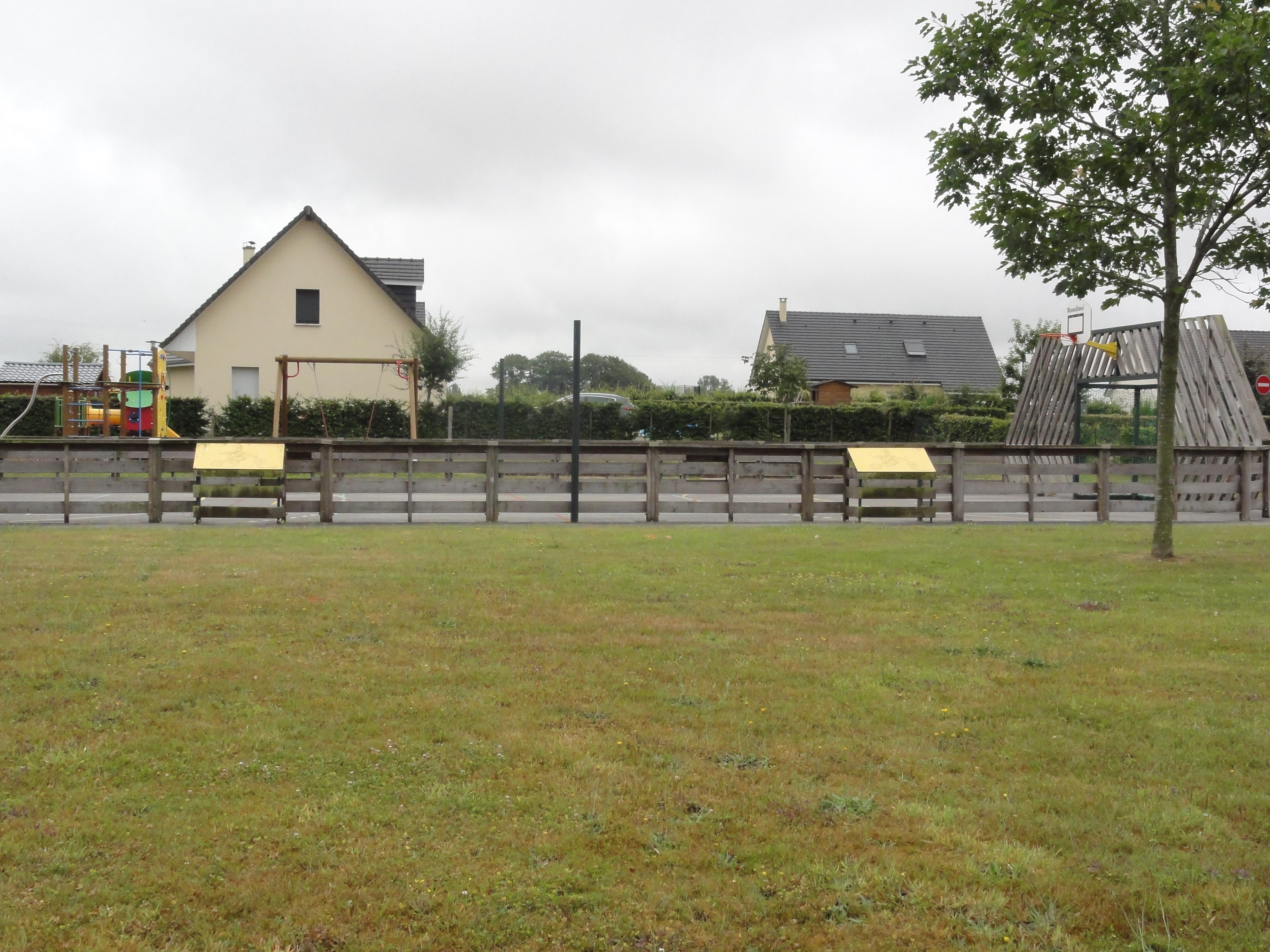
Terrain multisports.

## Culture locale et patrimoine

### Lieux et monuments
- L'église Notre-Dame-de-l'Assomption de Mentheville.
- Le manoir de Mentheville fait l'objet d'un classement au titre des monuments historiques depuis le 2 mars 1981[25].
- Monument aux morts.
- Croix de cimetière.

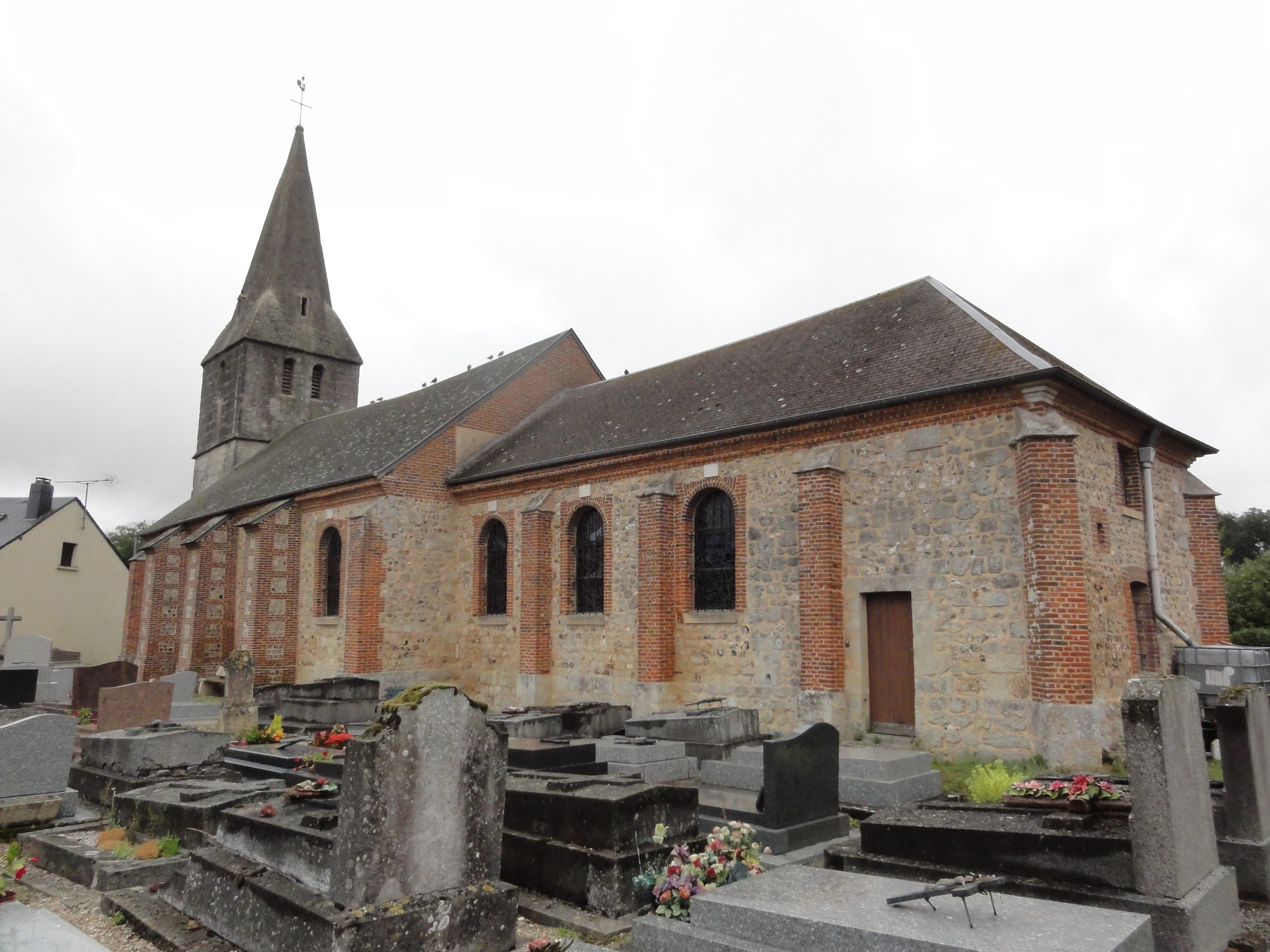
Église Notre-Dame-de-l'Assomption.
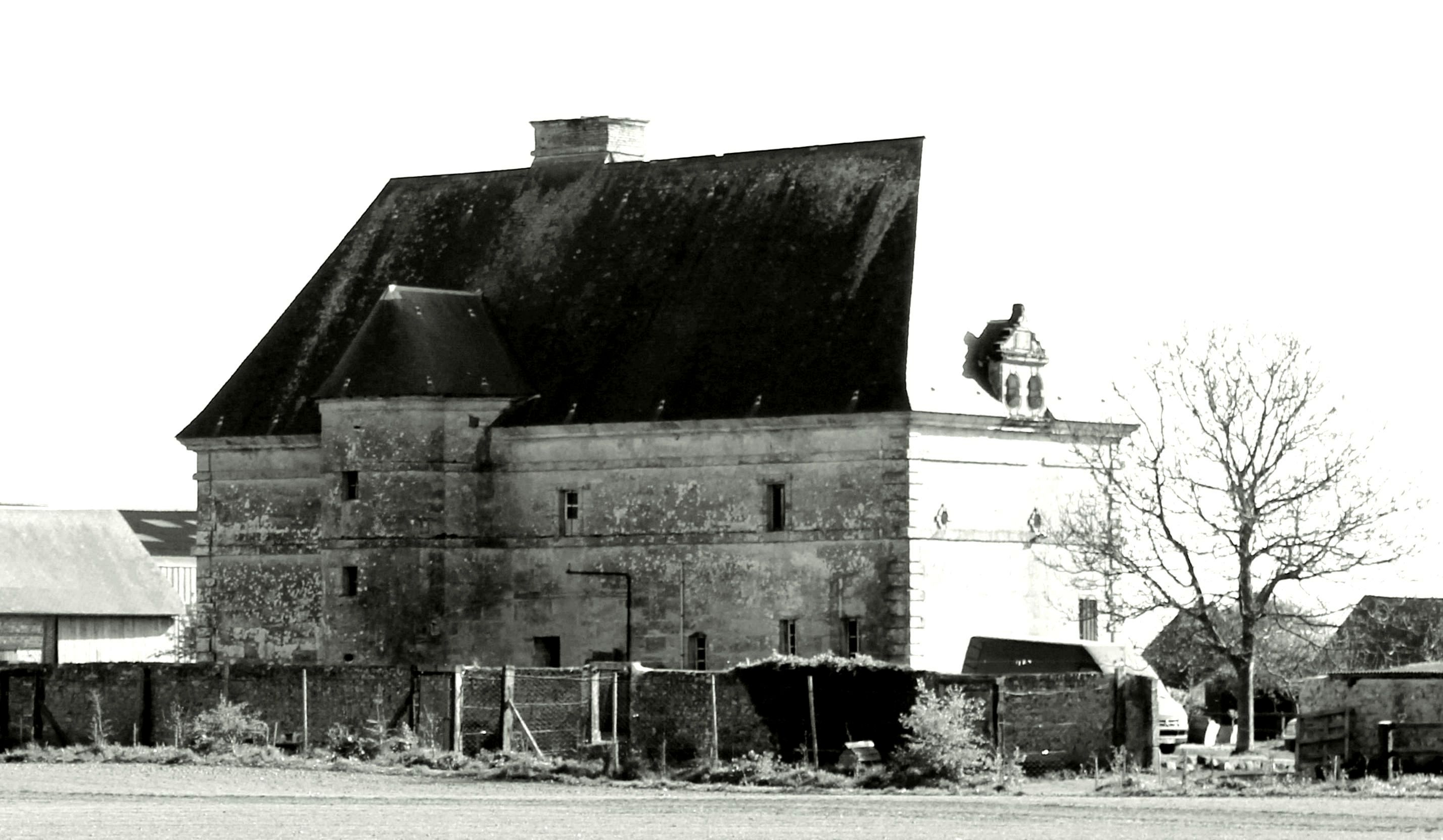
Manoir de Mentheville.
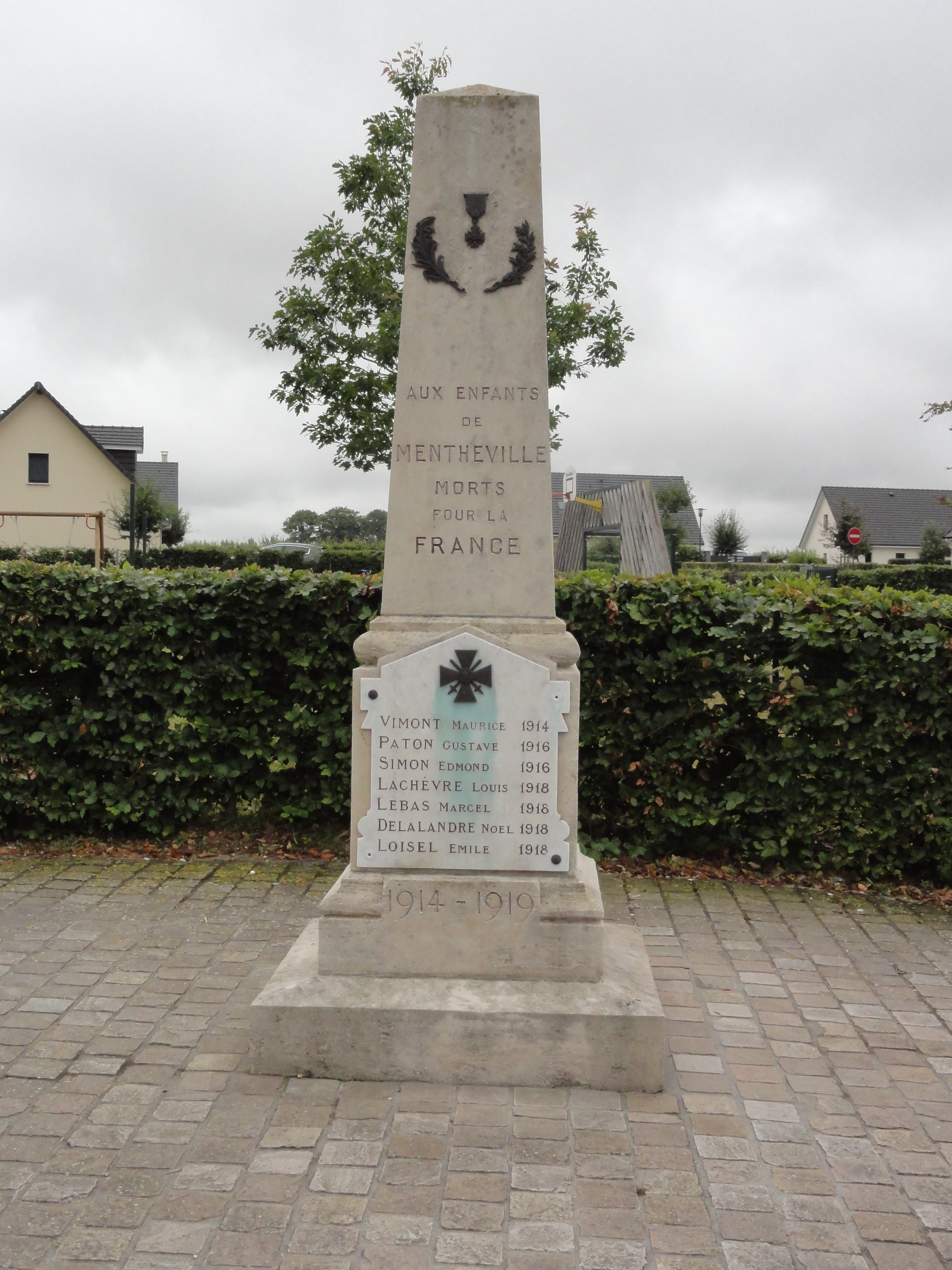
Monument aux morts.
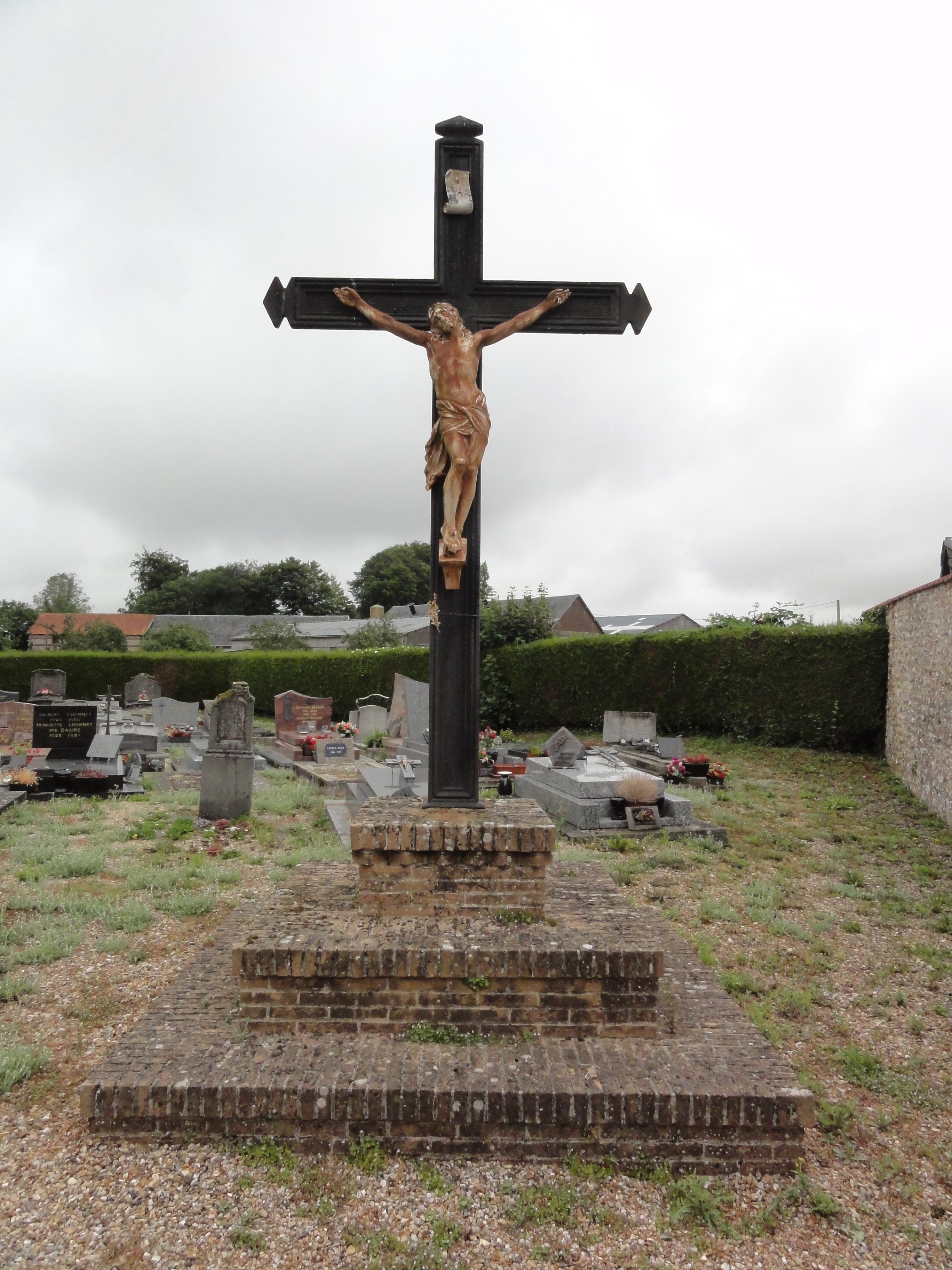
Croix de cimetière.